# Ololygon tripui
Espèce
Synonymes
- Scinax tripui Lourenço, Nascimento & Pires, 2010 "2009"

Ololygon tripui est une espèce d'amphibiens de la famille des Hylidae.

## Répartition
Cette espèce est endémique du Brésil. Elle se rencontre :
- au Minas Gerais dans la municipalité d'Ouro Preto ;
- dans l'Espírito Santo entre les municipalités d'Atilio Vivacqua, de Mimoso do Sul et de Muqui.

## Description
Les mâles mesurent de 21,31 à 26,18 mm et les femelles de 37,0 à 39,2 mm.

## Étymologie
Son nom d'espèce lui a été donné en référence à son lieu de découverte, la Estação Ecológica do Tripuí.

## Publication originale
- Lourenço, Nascimento & Pires, 2010 "2009" : A New Species of the Scinax catharinae Species Group (Anura: Hylidae) from Minas Gerais, Southeastern Brazil. Herpetologica, vol. 65, no 4, p. 468-479.